# Scrisoare de dragoste

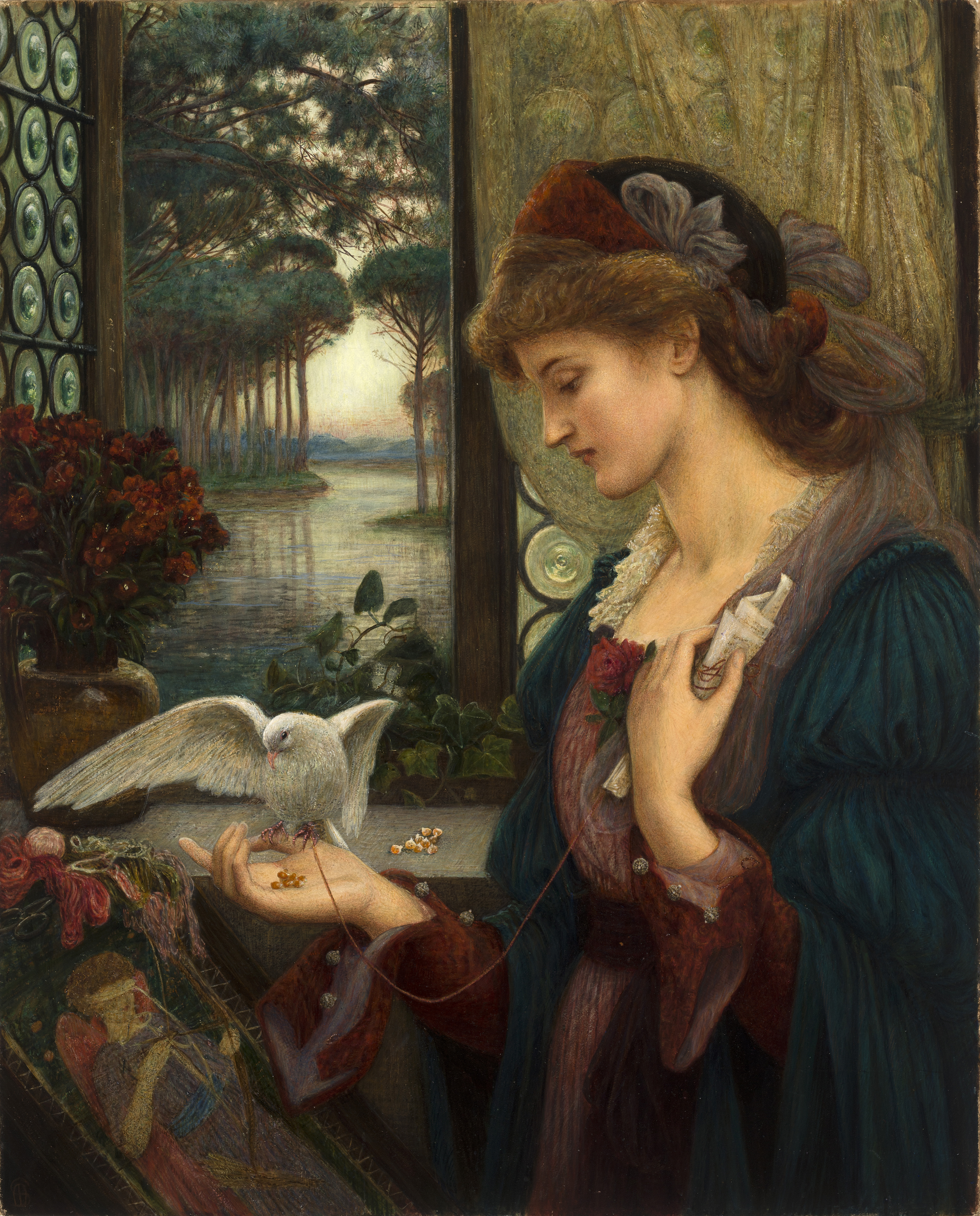
Mesagerul dragostei de Marie Spartali Stillman

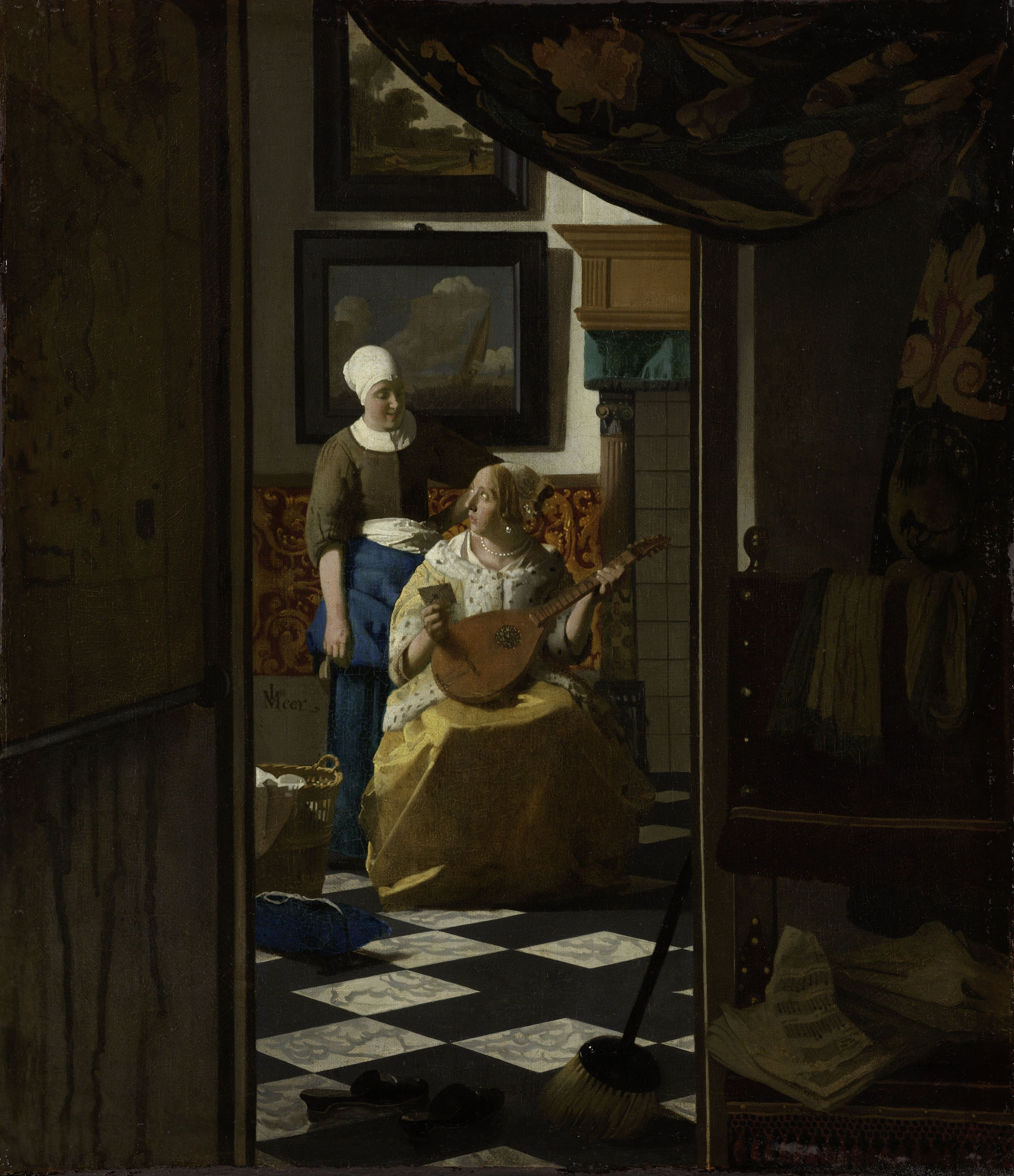
Scrisoarea de dragoste de Johannes Vermeer.

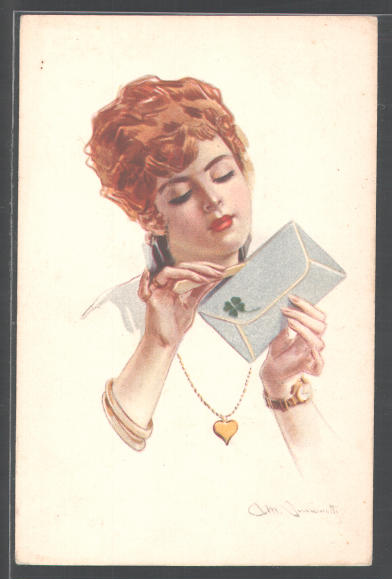
Amedeo Momo Simonetti: Deschizând o scrisoare de dragoste

O scrisoare de dragoste este un mod romantic de a-ți exprima sentimentele de dragoste într-o formă scrisă. Indiferent dacă este livrată manual, prin e-mail, printr-un porumbel sau lăsată romantic într-o locație secretă, scrisoarea poate fi un mesaj scurt și simplu de dragoste sau o lungă descriere a sentimentelor. Scrisorile de dragoste pot cauza o gamă largă de emoții - devotament, dezamăgire, durere și indignare, încredere în sine, ambiție, răbdare, auto-reproș și resemnare.

## Schiță istorică
Una dintre primele scrisori de dragoste din lume, menționată cu peste 3500 de ani în urmă, este cea dusă de la Rukmini la Krishna de mesagerul brahman Sunanda. Această scrisoare apare în Bhagavatha Purana, cartea 10, capitolul 52.
Exemplele din Egiptul Antic variază de la cele mai formale – „văduva regală. . . Ankhesenamun a scris o scrisoare către regele hitiților, vechiul inamic al Egiptului, implorându-l să trimită pe unul dintre fiii săi în Egipt pentru a se căsători cu ea” – la unele senzuale: lasă-mă „să mă scald în prezența ta, ca să te las să-mi vezi frumusețea în tunica mea de in subțire, când e udă”. China Imperială cerea un grad mai mare de talent literar: atunci când o eroină, care se confrunta cu o căsătorie aranjată, i-a scris iubitului ei din copilărie, el a exclamat, „ce talent ales vorbește în cuvinte bine alese. . . totul respiră stilul lui Li T'ai Po. Cum poate cineva să vrea să o mărite cu un tâmpit banal?”
În Roma lui Ovidiu, culegerea Ars Amatoria sau Arta iubirii conținea versuri de dragoste: „scrisoarea de dragoste este situată în centrul erotismului ovidian”.
Evul Mediu a văzut dezvoltarea formală a Ars dictaminis, inclusiv arta de a scrie o scrisoare de dragoste, de la început până la încheiere. Pentru salutări, scara scrisorilor de dragoste este gradată de la „nobilei și discretei doamne P., împodobită cu atâta eleganță, salutări” către fervoarea lirică a „Jumătatea sufletului meu și lumina ochilor mei ... te salut cu acea încântare care nu poate fi exprimată prin vorbe și fapte”. Substanța, în mod similar, „variază de la echivocul îndoielnic la visurile fantastice”, ajungând până la asigurarea "să ai grijă de mine așa cum am și eu grijă de tine”.